# تاراكو (ممثلة)
تاراكو إسونو (باليابانية: 磯野たらこ) وتعرف باسمها الرسمي تاراكو (باليابانية: たらこ) (بالإنجليزية: TARAKO)‏ هي ممثلة ومؤدية أصوات ومغنية يابانية.

## حياتها
ولدت في 17 ديسمبر 1960 في أوتا، غونما.

### وفاتها
توفت تاراكو عام 2024 ولم يُكشف عن سبب الوفاة، وقد نقلت عائلتها الخبر إلى تلفزيون فوجي وذُكِر أن حالتها قد تدهورت منذ بداية العام المذكور.

## أدوارها في الأنمي

### مسلسلات أنمي تلفزيونية
- أحلام - مارك
- الرغيف العجيب - فرانكينروبو
- ماروكو الصغيرة - ماروكو-تشان، موموكو ساكورا
- دانغانرونبا 3: نهاية أكاديمية قمة الأمل - مونوكوما
- الهداف - تايشي اوهاتا
- هنتر×هنتر (1999) - سينريتسو
- إينوياشا و ياشاهيمي: أميرة أنصاف الشياطين - كيرارا
- الليث الأبيض - لولو
- ملفات قضية كيندايتشي - اسوكا ميناتويا
- القط ميكان - ميكان
- اللعبة الكبرى - هيبيميتاكو
- حياتي العادية
- NOIR - ألتينا
- بلاستر - مايوري
- أوريسي ياتسورا - شغر، طالبة حضانة

### أوفا أنمي
- هنتر×هنتر أوفا- سنريتسو

### أفلام أنمي
- قلعة في السماء - مادغي
- جاري توتورو - صديق ب
- ناوسيكا أميرة وادي الرياح - فتى
- ديد ديد ديمونز ديديديدي ديستريشن - ديبيكو
- ماروكو الصغيرة - ماروكو
- ماروكو الصغيرة: الفتى الذي جاء من إيطاليا - ماروكو

## أدوارها في ألعاب الفيديو
- تيل كونشرتو - باندا
- زيرو إسكيب: فيرتشوز لاست ريوارد - زيرو الثالث
- دانغانرونبا V3: كيلينغ هارموني - مونوكوما

## وصلات خارجية
- تاراكو على موقع IMDb (الإنجليزية)
- تاراكو على موقع ميوزك برينز (الإنجليزية)
- تاراكو على موقع ديسكوغز (الإنجليزية)
- تاراكو على موقع قاعدة بيانات الفيلم (الإنجليزية)
- تاراكو على موقع كينوبويسك (الروسية)
- تاراكو على موقع كينوبويسك (الروسية)
- تاراكو على موقع ANN person (الإنجليزية)